# Freestyle vid olympiska vinterspelen 1988
Resultat från tävlingarna i freestyle vid olympiska vinterspelen 1988. Det delades inte ut några medaljer i freestyle. Arenorna var Canada Olympic Park för hopp och acroski och Nakiska för puckelpist. Det var första gången då freestyle var med i OS.

## Placeringstabell
| Pl. | Land         | Etta | Tvåa | Trea | Totalt |
| --- | ------------ | ---- | ---- | ---- | ------ |
| 1   | Västtyskland | 2    | 1    | 0    | 3      |
| 2   | Frankrike    | 1    | 2    | 1    | 4      |
| 3   | USA          | 1    | 2    | 0    | 3      |
| 4   | Kanada       | 1    | 0    | 1    | 2      |
| 4   | Sverige      | 1    | 0    | 1    | 2      |
| 6   | Norge        | 0    | 1    | 1    | 2      |
| 7   | Schweiz      | 0    | 0    | 2    | 2      |

## Herrar

### Puckelpist
| Placering | Åkare                    | Poäng |
| 1         | Håkan Hansson (SWE)      | 39,56 |
| 2         | Hans Englesen Eide (NOR) | 39,37 |
| 3         | Edgar Grospiron (FRA)    | 37,71 |
| 4         | Pat Henry (CAN)          | 35,59 |
| 5         | Steve Desovich (USA)     | 35,15 |
| 6         | Lasse Fählen (SWE)       | 34,64 |

### Hopp
| Placering | Åkare                    | Poäng  |
| 1         | Jean-Marc Rozon (CAN)    | 410,93 |
| 2         | Didier Méda (FRA)        | 380,77 |
| 3         | Lloyd Langlois (CAN)     | 377,97 |
| 4         | Kris Feddersen (USA)     | 376,24 |
| 5         | Jean-Marc Bacquin (FRA)  | 348,75 |
| 6         | Sonny Schönbächler (SUI) | 340,94 |

### Acroski
| Placering | Åkare                    | Poäng |
| 1         | Hermann Reitberger (FRG) | 46,6  |
| 2         | Lane Spina (USA)         | 45,6  |
| 3         | Rune Kristiansen (NOR)   | 44,0  |

## Damer

### Puckelpist
| Placering | Åkare                      | Poäng |
| 1         | Tatjana Mittermayer (FRG)  | 36,16 |
| 2         | Raphaëlle Monod (FRA)      | 34,91 |
| 3         | Conny Kissling (SUI)       | 34,07 |
| 4         | Stine Lise Hattestad (NOR) | 33,39 |
| 5         | Leelee Morrisson (CAN)     | 31,84 |
| 6         | Melanie Palenik (USA)      | 28,64 |

### Hopp
| Placering | Åkare                 | Poäng  |
| 1         | Melanie Palenik (USA) | 268,83 |
| 2         | Sonja Reichart (FRG)  | 267,03 |
| 3         | Carin Hernskog (SWE)  | 245,98 |

### Acroski
| Placering | Åkare                 | Poäng |
| 1         | Christine Rossi (FRA) | 45,8  |
| 2         | Jan Bucher (USA)      | 44,0  |
| 3         | Conny Kissling (SUI)  | 43,2  |